# Uğur Mumcu
Uğur Mumcu (ur. 22 sierpnia 1942 w Kırşehirze, zm. 24 stycznia 1993 w Ankarze) – turecki dziennikarz i prawnik, ofiara zamachu terrorystycznego.

## Życiorys
Był jednym z czwórki dzieci urzędnika państwowego Hakkı Şinasi Beja. Ukończył studia prawnicze na Uniwersytecie w Ankarze. Po studiach, w latach 1965-1969 pracował w kancelarii prawniczej. W 1969 powrócił na macierzystą uczelnię, gdzie przez trzy lata pracował na stanowisku asystenta. Pracując na uczelni, pisał artykuły do czasopisma Yön, a także komentował wydarzenia polityczne w czasopismach Akşam, Cumhuriyet i Milliyet. Za jeden z artykułów poświęconych tureckiemu socjalizmowi otrzymał nagrodę Yunusa Nadiego.
W 1971, kiedy w Turcji doszło do wojskowego zamachu stanu, Mumcu przebywał w Stambule, gdzie 17 maja 1971 został aresztowany i poddany torturom. Opuścił więzienie po kilku miesiącach. W latach 1972–1974 odbywał służbę wojskową w rejonie Patnos. Po powrocie do cywila rozpoczął współpracę z dziennikiem Yeni Ortam, a rok później pisał felietony do Cumhuriyet, z którym związał się do końca życia. Jest uważany za pierwszego w dziejach Turcji dziennikarza śledczego. W 1982 napisał książkę o Mehmecie Ali Agcy, rok później odwiedził bohatera swojej książki w więzieniu. Zajmował się badaniem związków Partii Pracujących Kurdystanu z tureckimi służbami specjalnymi, w tym także wysyłki broni do Kurdów w Iraku. W styczniu 1993 zapowiedział wydanie książki, która miała być poświęcona związkom kurdyjskich nacjonalistów z tureckim wywiadem.

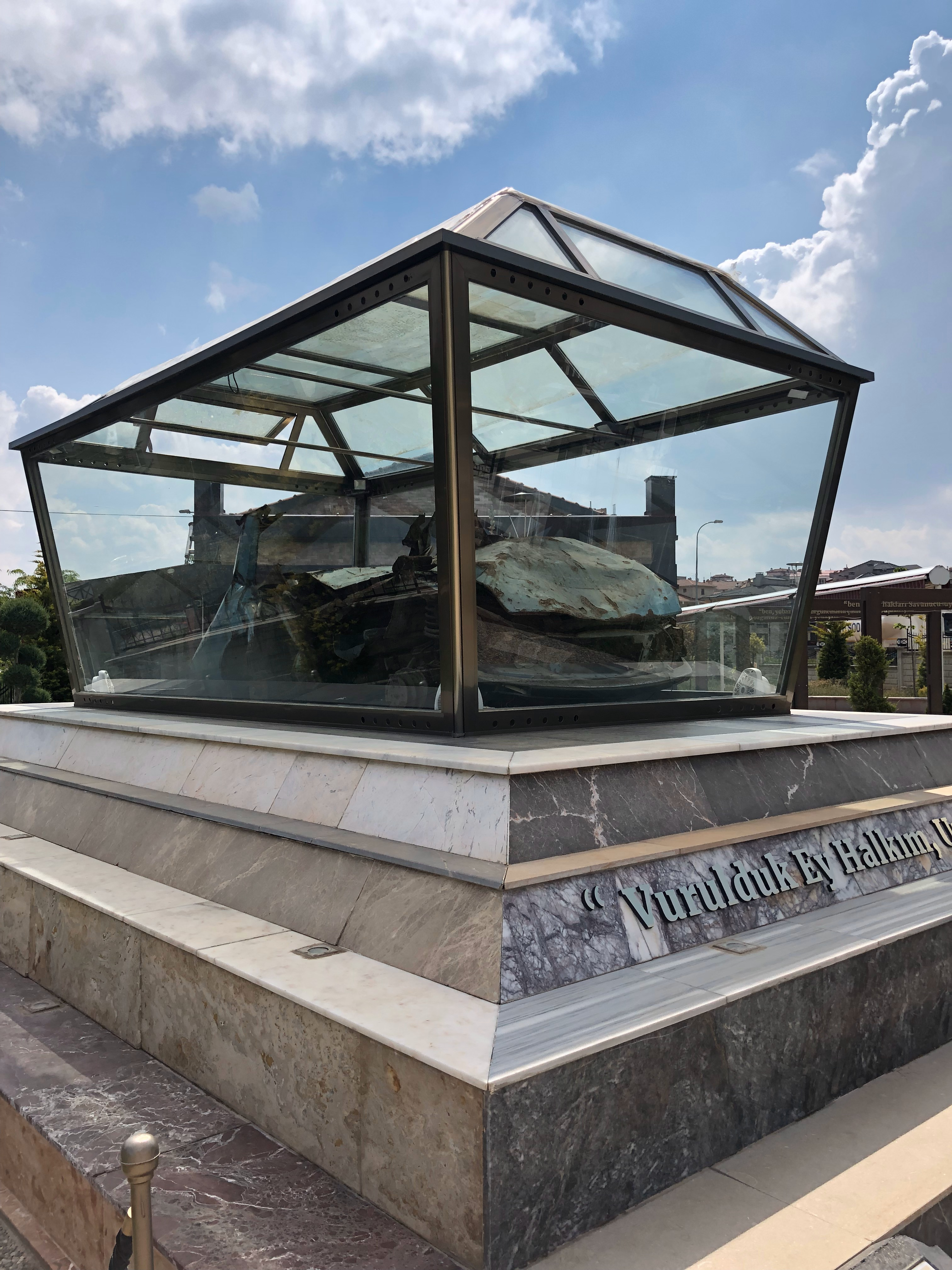
Samochód Uğura Mumcu wystawiony w Eskisehirze

## Okoliczności śmierci
Rankiem 24 stycznia 1993 Mumcu opuścił swój dom i wsiadł do samochodu Renault 12, którym miał udać się do pracy. Umieszczona w samochodzie bomba wypełniona C4 eksplodowała niszcząc doszczętnie samochód i zabijając kierowcę. Został pochowany na cmentarzu Cabeci w Ankarze. O przygotowanie zamachu podejrzewano zarówno tureckie służby specjalne, jak też Kurdów.

## Pamięć
Uğur Mumcu pozostawił żonę Güldal i dwójkę dzieci. Güldal Mumcu w 1994 założyła fundację wspierającą działania dziennikarzy śledczych, która nosi imię jej zmarłego męża.

## Publikacje
- 1975: Mobilya Dosyası
- 1977: Suçlular ve Güçlüler
- 1977: Sakıncalı Piyade
- 1977: Bir Pulsuz Dilekçe
- 1978: Büyüklerimiz
- 1981: Söz Meclisten İçeri
- 1982: Ağca Dosyası
- 1984: Sakıncasız
- 1993: Kürt Dosyası
- 2004: Eğilmeden Bükülmeden